# Minaret de San Sebastián
 (mai 2025).
Le minaret de San Sebastián (en espagnol, alminar de San Sebastián) est un ancien minaret faisant originellement partie d'une mosquée, puis a ensuite servi de clocher à l'église de San Sebastián de Ronda, depuis lors disparue, dans la province de Málaga, en Andalousie. 

## Description
La tour est de plan carré et a trois étages de hauteur, les deux premiers sont de construction arabe et le plus élevé, ajouté postérieurement, après la Reconquista, pour placer les cloches. La partie basse est construite en pierre, le reste en brique. 